# 圣巴托洛梅-德蒂拉哈纳
圣巴托洛梅-德蒂拉哈纳（西班牙語：San Bartolomé de Tirajana），是西班牙加那利群岛拉斯帕尔马斯省的一个市镇及同名村庄，位于大加那利岛的东南部。市镇总面积333.13平方公里，总人口53588人（2018年）。该市镇为大加那利岛及整个加那利群岛上面积最大的市镇。
该市镇包括南部海岸线上的一些度假地和一个自然公园。作为市镇行政中心的同名村庄位于海拔900米的高山中，距离南部海岸17公里，在拉斯帕尔马斯西南27公里处。大部分居民住在大西洋海岸线上。GC-1号高速公路穿越市镇的南部，从此能到达拉斯帕尔马斯市和大加那利机场。

## 位置
此市镇位于大加那利岛的南部，距离岛首府54.5公里。市镇的形状近似三角形，其中一个顶点位于岛屿中部，而三角形的一边覆盖了岛屿南部海岸线的大部分。
市镇面积为333.13平方公里，为岛上面积最大的市镇，占岛屿总面积的五分之一以上。
该市镇的行政中心位于海拔850米处，市镇内的最高点海拔为1,957.3米。

## 气候
由于此市镇位于岛屿的背风地带，挡住了来自东北方向的潮湿的风，所以降水量不多，降水集中在冬季的月份里，全年的气候宜人。
全年的平均气温为15.8摄氏度，最冷的一月份的平均气温为12.1摄氏度，最热的八月份的平均气温为20.5摄氏度。全年的平均降水量为307毫米。
由于宜人的气候，来此旅游度假的高峰期为九十月至四月份。这段时期温和的气候吸引了很多欧洲游客前往此岛度假。